# (36416) 2000 OO50
2000 OO50 (asteroide 36416) é um asteroide da cintura principal. Possui uma excentricidade de 0.22845710 e uma inclinação de 10.38042º.
Este asteroide foi descoberto no dia 31 de julho de 2000 por LINEAR em Socorro.